# IMAX
Pour l’article homonyme, voir I'Max.
 (mars 2025).
Motif : l'article est confus en ce qu'il confond les salles IMAX, la pellicule IMAX 15/70, et les autres standards développés par l'entreprise.

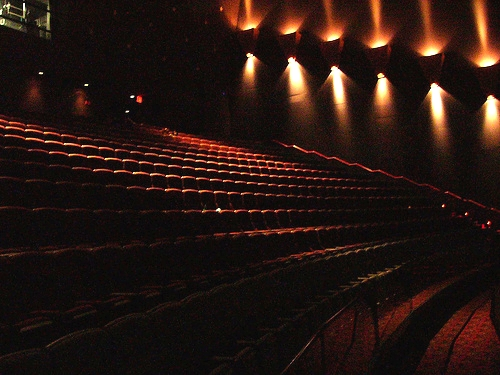
Une salle IMAX.

IMAX est un format de pellicule créé par l'IMAX Corporation, au Canada, qui a la capacité d'exposer des images d'une plus grande taille et d'une meilleure résolution que les pellicules conventionnelles.
Un écran standard IMAX mesure 22 mètres de long et 16 mètres de haut, le plus grand se trouvant à Sydney avec 35,73 sur 29,42 mètres. En 2008, IMAX était le système le plus large utilisé pour la projection de films. En septembre 2009, il existait 403 salles IMAX dans 44 pays différents (60 % se situaient au Canada et aux États-Unis), dont 280 dans un but commercial et 123 dans un but institutionnel. Un développement important des salles IMAX est en cours en Chine.

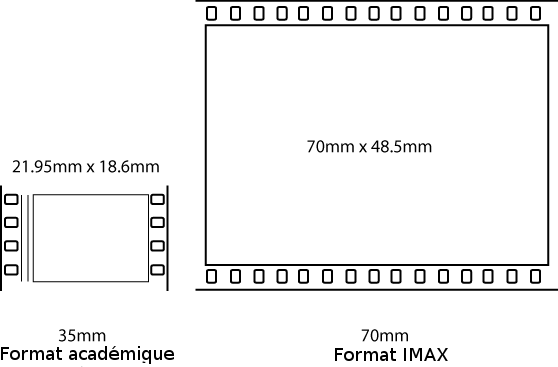
Comparaison des deux formats de pellicule, 35 et 70 mm.

L'IMAX se décline en IMAX DOME (appelé initialement OMNIMAX), prévu pour la projection sur des écrans inclinés, et en relief, grâce à l'IMAX 3D.
Le système IMAX a été développé à Montréal au Canada par Graeme Ferguson, Roman Kroitor, Robert Kerr et William C. Shaw.

## Historique

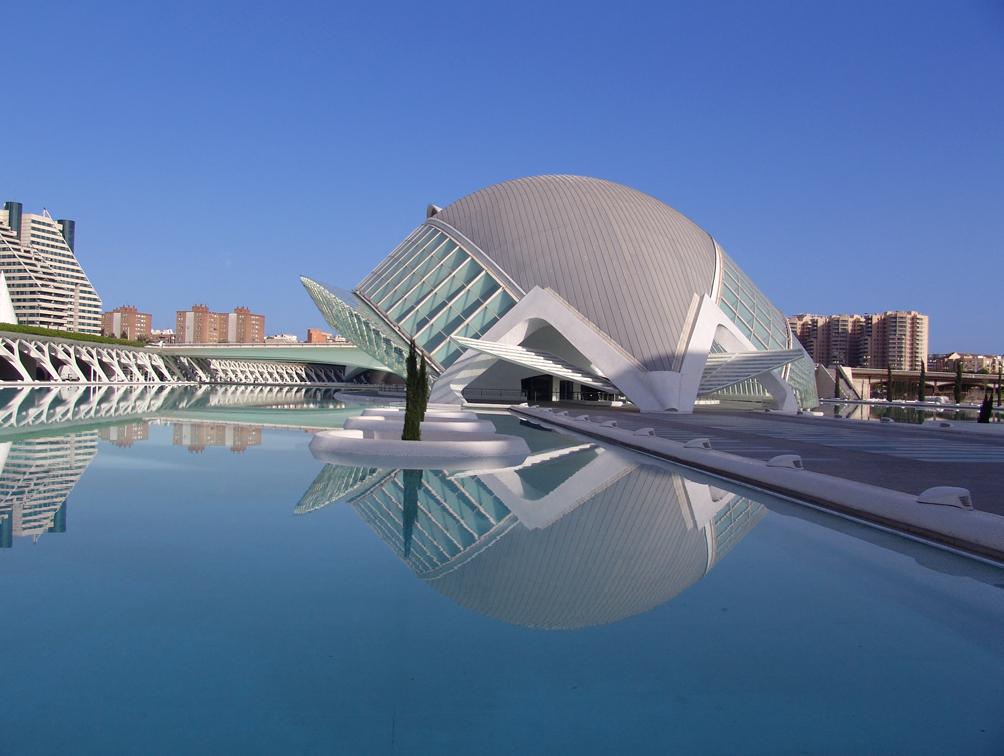
Un IMAX Dome à Valence en Espagne.

La volonté d'augmenter l'impact visuel au cinéma est ancienne. En 1929, la Twentieth Century Fox introduisait la Fox Grandeur, la première pellicule au format 70 mm, qui fut rapidement abandonnée. Dans les années 1950, le CinemaScope et la VistaVision permettaient l'élargissement de l'image projetée à partir d'une pellicule 35 mm. Il existait également plusieurs multiprojecteurs comme le Cinérama. Bien qu'impressionnant, ce dernier ne rencontrât pas de véritable succès en raison de sa complexité et de la difficulté à masquer la coupure entre les différentes images projetées.
En 1958, lors de l'exposition universelle à Bruxelles, fut dévoilé le Circlorama : une projection sur 360° au moyen de 11 écrans disposés dans une salle circulaire. Cependant, il était difficile pour le spectateur de savoir où regarder et la proximité des projecteurs présentait un risque d'incendie. Les difficultés rencontrées avec les combinaisons de projecteurs multiples incitèrent au développement d'un système à caméra et projecteur uniques. Tiger Child (en), le premier film IMAX, fut projeté durant l'exposition universelle de 1970, à Osaka. Le premier système fixe IMAX fut mis en place à Toronto en 1971. Il est toujours fonctionnel et est nommé Cinésphère. Plus tard, durant l'exposition universelle de 1974, à Spokane, un immense écran IMAX qui mesurait 27,3 × 19,7 mètres fut exposé dans l'US Pavilion. Près de 5 millions de visiteurs virent l'écran, qui couvrait entièrement le champ de vue d'une personne. Cela créa une sensation de mouvement pour les spectateurs et certains vomirent en sortant. Plusieurs années plus tard, un écran standard IMAX fut installé à demeure, il est toujours en activité au « Riverfront Park IMAX Theatre ».
La première installation permanente d'un IMAX Dome fut le « Reuben H. Fleet Space Theater and Science Center », ouvert dans le parc Balboa de San Diego en 1973 ; de la même manière, le premier IMAX 3D fut construit à Vancouver pour la projection de Transitions à l'exposition universelle de 1986, il est toujours en utilisation.
En 2007, selon Frédérick Lanoy, un opérateur projectionniste, le format IMAX rencontre un franc succès tant auprès du public que des réalisateurs : de nombreux succès cinématographiques tels que trois des volets d'Harry Potter, Batman Begins ou Superman Returns ont été gonflés au tirage pour permettre des projections en IMAX. Michael Bay déclara de même : « l'IMAX est l'avenir du cinéma ».
En 2008, IMAX a étendu sa marque aux cinémas traditionnels avec l'introduction de l'IMAX Digital, un système à moindre coût qui utilise deux projecteurs numériques 2K pour projeter sur un écran au format 1,90:1. Cette option moins coûteuse, qui a permis la conversion des salles multiplex existantes, a permis à IMAX de passer de 299 écrans dans le monde à la fin de 2007 à plus de 1 000 écrans à la fin 2015. En septembre 2017, il y avait 1302 salles IMAX situées dans 75 pays, dont 1203 dans des multiplex commerciaux.
Le passage à la projection numérique a eu un coût élevé en termes de qualité d'image, les projecteurs 2K ayant une résolution très inférieure à celle des projecteurs de film IMAX traditionnels. Le maintien de la même grande taille d'écran ne faisait que rendre cette perte plus visible, de sorte que de nombreux nouveaux cinémas ont été construits avec des écrans beaucoup plus petits. Ces nouveaux cinémas avec une résolution beaucoup plus faible et des écrans beaucoup plus petits ont rapidement commencé à être désignés sous le nom péjoratif de « LieMAX », en particulier parce que la société commercialisait toujours les nouveaux écrans de la même manière que les anciens, sans faire apparaître les différences majeures au public, allant jusqu'à commercialiser le plus petit écran « IMAX », ayant 10 fois moins de surface que le plus grand tout en conservant le même nom de marque,.
Depuis 2002, certains longs métrages ont été convertis au format IMAX pour être diffusés dans les salles IMAX et certains ont également été (partiellement) tournés en IMAX argentique. À la fin 2017, 1 302 systèmes de cinéma IMAX ont été installés dans 1 203 multiplexes commerciaux, 13 salles commerciales et 86 établissements institutionnels dans 75 pays, moins d'un quart de ceux-ci avaient la capacité de projeter un film 70 mm à la résolution grand format tel que conçu à l'origine.

## Aspects techniques de la pellicule IMAX

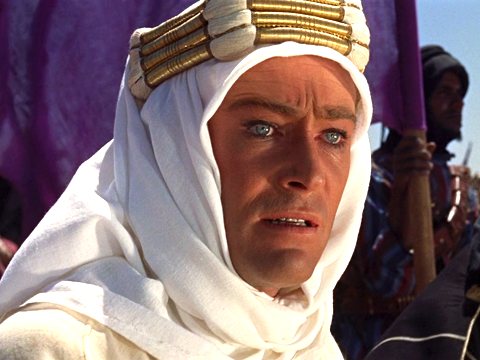
Peter O'Toole dans Lawrence d'Arabie tourné en 70 mm, base de l'IMAX.

Tandis qu'une pellicule traditionnelle de 70 mm est composée d'images au format de 48,5 millimètres de largeur sur 22,1 millimètres de hauteur (pour la Todd-AO), le format IMAX donne à l'image une largeur de 69,6 millimètres et une hauteur de 48,5 millimètres. Pour projeter à une vitesse standard de 24 images par seconde, trois fois plus de pellicule est nécessaire lors de la prise de vues. Un film de 90 minutes nécessite ainsi 22 kilomètres de pellicule.

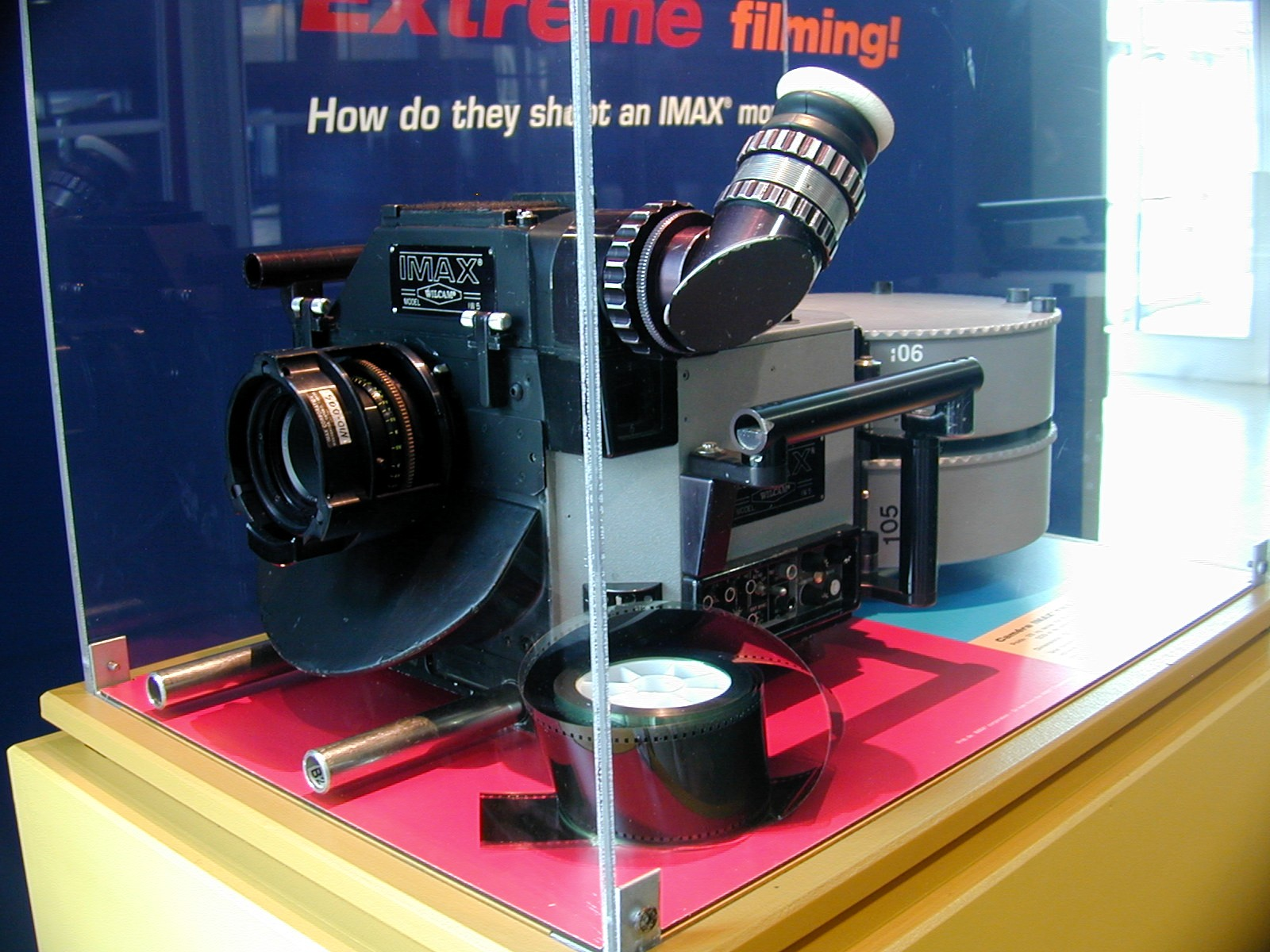
Une caméra IMAX.

La pellicule défile horizontalement et est dotée de quinze perforations par image, contre cinq sur une pellicule classique. Le son est, lui, transposé sur une bande magnétique de 35 mm, indépendante de la pellicule et synchronisée avec le projecteur. Pour pallier les problèmes inhérents au 70 mm, dont l'instabilité et le défilement saccadé de la pellicule, William Shaw a adapté un brevet australien sur le transport de la pellicule, nommé le « rolling loop », en ajoutant de l'air comprimé (« puffer ») pour accélérer la pellicule, et a mis une lentille cylindrique dans le bloc du projecteur pour que la pellicule soit attirée contre elle durant la projection (le système est appelé « champ raseur » parce qu'il a servi à aplanir le domaine de l'image). Puisque la pellicule est en contact avec le « champ raseur » de la lentille, la lentille elle-même est deux fois plus grande que la pellicule et est connectée à un piston pneumatique ; elle peut donc être déplacée vers le bas ou le haut lors de la projection. Ainsi, si de la poussière venait à se poser sur la pellicule et se placer dans la lentille, le projectionniste peut retourner la lentille vers son côté propre en appuyant sur un bouton. La lentille possède également des « essuie-glace » faits d'un matériel, ressemblant à une brosse ou à un feutre, pour essuyer la poussière.

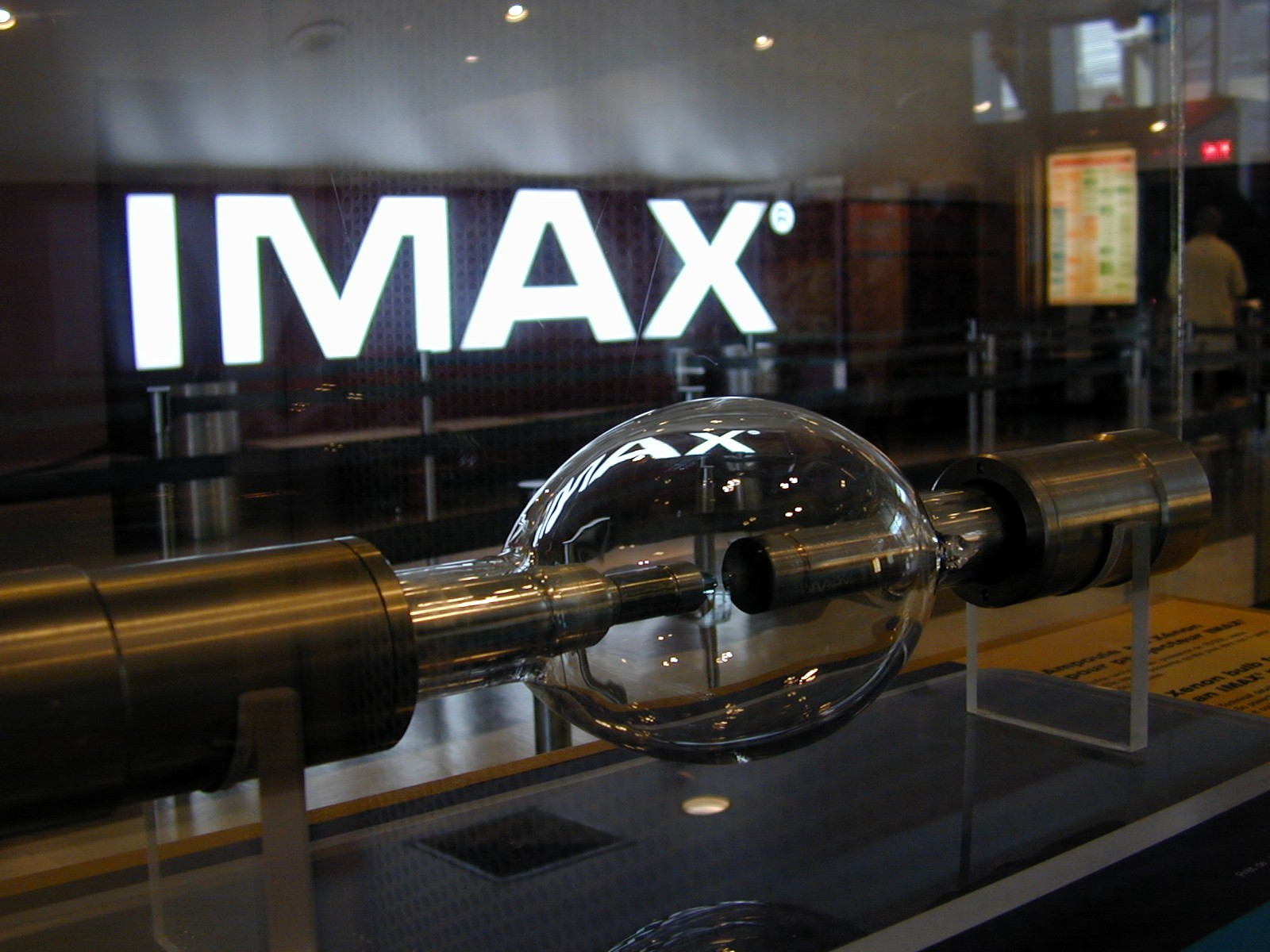
La lampe de xénon utilisée par les projecteurs.

Les projecteurs IMAX sont stabilisés par des épingles : quatre épingles fixent les pignons aux coins du cadre projeté pour assurer un alignement. Shaw a ajouté des bras de contrôle pour ralentir chaque cadre et éliminer le faible tremblement. La durée d'ouverture de l'obturateur est également plus longue de 20 % par rapport à un équipement conventionnel et la source de lumière est plus puissante, jusqu'à 18 000 watts. Un projecteur IMAX pèse plus de 1,8 tonne et s'impose avec 178 cm de large et 195 cm de long. Les lampes à xénon sont faites d'une fine couche de cristal de quartz et contiennent le gaz à une pression d'environ 25 atm ; à cause de cela, les projectionnistes doivent porter un équipement de protection individuelle pour se protéger d'un hypothétique éclat de cristal lors de la manipulation des ampoules, qui serait mortel, combiné à la haute pression du gaz qu'elle contient.
Le format IMAX utilise une base d'« Estar », nom de fabrication donné par Kodak à une pellicule en polytéréphtalate d'éthylène. La raison de cet usage n'est pas la force, mais la précision et la résistance. Le développement dans des produits chimiques ne change ni la taille, ni la forme de l'Estar, ce à quoi les épingles d'enregistrement ne pourraient résister. Le format IMAX est généralement désigné « pellicule 15⁄70 », le nom se référant aux quinze perforations par image de 70 mm. La plus grande partie de la pellicule exige de plus grands plateaux par rapport aux bobines de pellicules conventionnelles.
Contrairement à une pellicule traditionnelle, une pellicule IMAX ne comporte pas de piste son, afin de consacrer un maximum de place à l'image : un magnétophone à bandes 6 pistes⁄35 mm est donc synchronisé au film (ce système était déjà utilisé dans le cinéma traditionnel pour les doublages et l'insertion d'effets sonores). Depuis les années 1990, le magnétophone à bandes a été remplacé par son équivalent numérique, synchronisé par code SMPTE, d'une plus grande précision), ce qui a ouvert la voie au DTS et au Dolby Digital. Cette source numérique vient d'une unité nommée « DDP » (Digital Disc Playback) dans laquelle le son est enregistré sur de multiples CD-ROM, comme un fichier audio. Ce système « DDP » a été remplacé dans la plupart des salles par le plus récent « DTAC » (Digital Theater Audio Control) qui utilise un ordinateur fonctionnant avec le logiciel « DTAC », propriété de l'IMAX Corporation. Le logiciel travaille de la même manière que le concept « DDP », mais le fichier audio est directement enregistré sur un disque dur, sans compression, contenant les six pistes qui seront directement distribuées aux amplificateurs, plutôt que de passer par un décodage (méthode du Dolby numérique). Beaucoup de cinéma IMAX ont leurs enceintes placées derrière l'écran et autour de la salle, pour créer un effet tridimensionnel.
La construction de salles IMAX diffère également de cinémas traditionnels. La meilleure résolution de l'image (équivalent à 12000x8700 pixels en numérique) permet de rapprocher les spectateurs de l'écran ; alors qu'ils sont généralement placés à une distance de l'écran égale à sa hauteur. De plus, les rangées de sièges sont légèrement inclinées (jusqu'à 23° dans certains IMAX Dome) afin d'optimiser la position de ces derniers par rapport à l'écran.
Pour s'immiscer dans l'univers cinématographique, L'IMAX Corporation propose une postproduction spécifique : l'image est retravaillée numériquement pour lui assurer une haute résolution, et le son est enregistré sans compression pour assurer une dynamique et une fidélité à la copie originale.

## Déclinaisons

### OMNIMAX

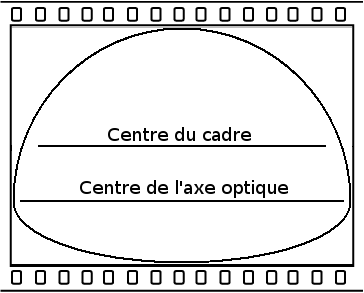
Disposition du cadre d'une pellicule pour un IMAX Dome.

Dans la fin des années 1960, le San Diego Hall of Science (désormais connu sous le nom du Reuben H. Fleet Space Theater and Science Center) entama des recherches, dans le Nord de l'Amérique, sur un format large permettant une projection sur le dôme incliné de 60 pieds de leur planétarium. L'un des formats choisis fut celui du 35 mm, jusqu'à ce qu'ils voient fonctionner un IMAX. Cependant, le projecteur IMAX ne convenait pas à la projection sur un dôme à cause de la lampe de 12 pieds (soit 3,65m) au sommet du dôme. Pourtant, la rapide coopération de l'IMAX Corporation permit une nouvelle conception du système : un élévateur élevait le projecteur pour qu'il vise le centre du dôme depuis la cabine de contrôle. Spectra-Physics a alors conçu une nouvelle lampe plus appropriée au système (plus petite, elle mesurait environ 18 pouces de long, soit 46cm), et a placé l'ampoule derrière la lentille, au-dessus du projecteur. De son côté, Leitz of Canada a développé une lentille panoramique pour permettre une meilleure projection de l'image sur le dôme, au lieu d'un écran plat.
Le système du Dôme, que le San Diego Hall of Science a nommé « OMNIMAX », demande l'utilisation d'une lentille panoramique lors de la prise de vues qui englobe un champ de vision de 180° (fisheye) légèrement déformé sur une pellicule IMAX de 70 mm. La lentille est alignée sous le centre du cadre et la plupart de la moitié en bas du champ circulaire se situe au-delà de la pellicule, cette partie est masquée. En filmant, la caméra vise vers le haut, pour obtenir un angle similaire à celui du dôme. Lors de la projection, avec la lentille panoramique, la vue originale est ainsi conservée. Le format OMNIMAX comprend 180° horizontalement, 100° au-dessus du sol et 22° sous ce seuil pour un spectateur au centre du dôme. La première projection OMNIMAX remonte en 1973, au Reuben H. Fleet Space Theater and Science Center, donnant à voir deux longs métrages, Voyage to the Outer Planets (produit par Graphic Films) et Garden Isle (par la Roger Tilton Films).
Depuis l'IMAX Corporation a renommé son système en « IMAX Dome ». Cependant, plusieurs salles continuent à l'appeler « OMNIMAX ».

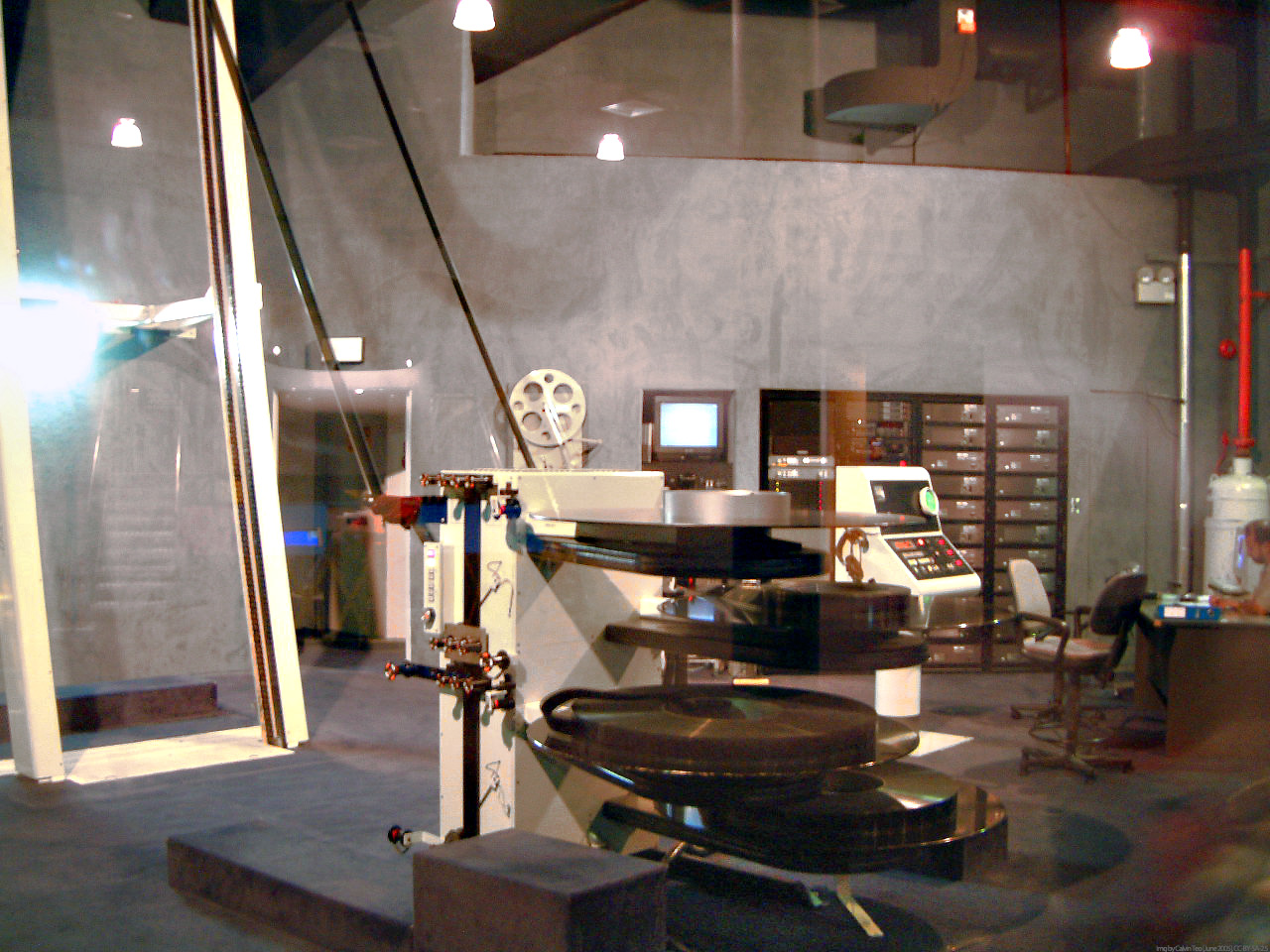
Salle de contrôle d'un OMNIMAX.

Les salles OMNIMAX sont désormais fonctionnelles dans plusieurs musées américains, particulièrement ceux sur les sciences, ou à la Géode de la Cité des Sciences de la Villette à Paris, où l'aspect technique du système peut être mis en évidence comme une avancée des technologies. La cabine de projection est souvent entourée de fenêtres et affichettes pour permettre au public de voir la projection et de la comprendre. À l'intérieur de la salle, l'écran peut-être une structure permanente, comme au Saint Louis Science Center (qui projette, avant chaque long métrage, un court métrage explicatif au propos du système OMNIMAX) ; ou une structure qu'il est possible d'enlever selon les besoins, comme au Science Museum of Minnesota (qui partage un auditorium avec un écran IMAX standard). Avant que le long métrage ne commence, l'écran est rétro-éclairé pour montrer les haut-parleurs et poutres derrière lui. Les écrans d'IMAX Dome peuvent aussi se trouver dans des parcs à thème. Tandis que la majorité des salles OMNIMAX de musées se focalisent sur des films documentaires ; sont également projetées les sorties majeures de l'année, comme avec la projection de Charlie et la Chocolaterie à l'Oregon Museum of Science and Industry (OMSI).
L'expérience OMNIMAX est différente de celle IMAX. L'image englobe le spectateur de chaque côté et en hauteur, ce qui donne une impression de réalité : bien qu'un écran IMAX soit grand, il ne crée pas ce sentiment d'immersion puisque le spectateur se situe dans une salle rectangulaire et que la projection se limite à un écran devant lui.
Une autre utilisation de la technologie IMAX Dome est de fournir une expérience visuelle, d'immersion, avec un simulateur, comme dans The Simpsons Ride (qui remplace Back to the Future: The Ride). IMAX Dome est également utilisé dans une attraction d'Epcot, Horizons, et dans d'autres attractions de la Walt Disney Company, comme Soarin' Over California (dans les parcs Disney California Adventure et Epcot).

### En 3D

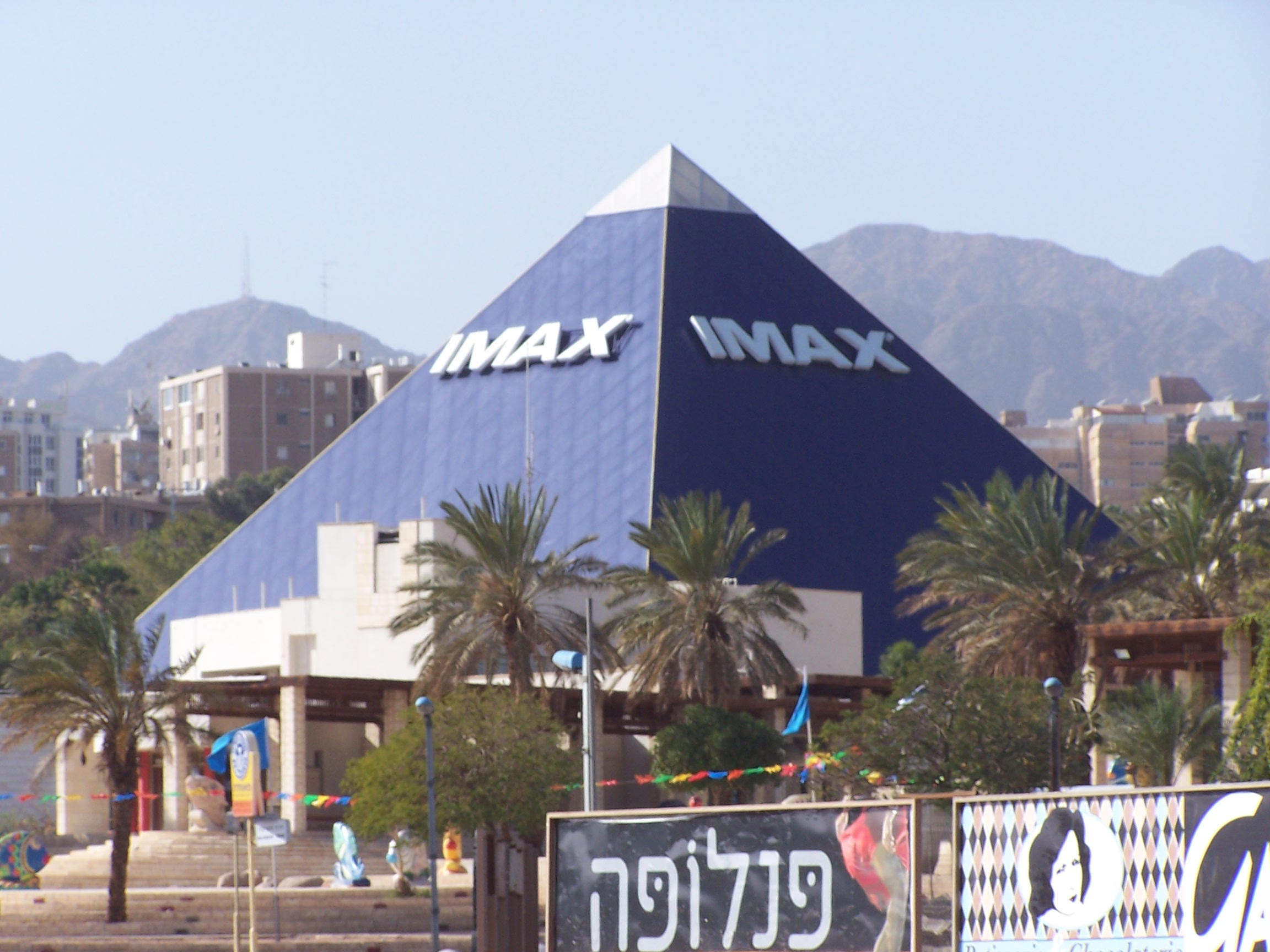
Une salle IMAX 3D à Eilat en Israël.

Pour créer l’illusion d’une profondeur en trois dimensions, le procédé IMAX 3D utilise une caméra dotée de deux lentilles séparées par une distance interoculaire de 64 mm (2,5″), soit la distance moyenne entre les deux yeux humains. Les deux pellicules sont ensuite projetées simultanément. La caméra IMAX 3D est lourde, pesant près de 113 kg (250 lbs), ce qui rend complexe la prise de vues sur le terrain, pour des documentaires par exemple.
Le plus grand écran IMAX 3D est situé à Melbourne, en Australie. Le plus grand IMAX 3D asiatique est à San Miguel (Bohol, Philippines), au Coca Cola IMAX Theater, dans un centre commercial.
Des améliorations liées au son ont permis la création d’un système son 3D, avec des haut-parleurs elliptiques. [réf. nécessaire]

#### IMAX Solido
L'IMAX SOLIDO est un procédé mélangeant la projection de films IMAX 3D sur un écran OMNIMAX.
Ce procédé est utilisé dans de rares salles dans le monde, dont deux salles au Futuroscope de Poitiers (France) : le Solido (ouvert en 1993) et l'Imax 3D dynamique (ouvert en 2000, décliné dans le cadre d'un cinéma dynamique)

#### 3D Numérique
L’IMAX DIGITAL 3D, issu au milieu de l’année 2008, supprime les bobines volumineuses et coûteuses et facilite largement la distribution des films. La projection s’effectue à partir d’un film numérique sous forme de fichiers DCP masterisé IMAX 3D numérique, joué par un lecteur Digital cinema compatible reliée à un couple de projecteurs numériques IMAX.
De la même manière, l’IMAX Corporation prévoit de signer un contrat avec la société Texas Instruments, pour utiliser la technologie Digital Light Processing dans les salles IMAX. Initialement, la société avait prévu l’utilisation de deux projecteurs Sony 4K. IMAX a récemment signé un contrat avec AMC pour faciliter l’utilisation de ces deux derniers, prévus pour juillet 2008.
En France, les salles IMAX Digital 3D commencent à se déployer. La première salle à avoir été équipée est celle du Gaumont Disney Village dont le projecteur IMAX Argentique a été remplacé par deux projecteurs IMAX Digital 3D. Les projecteurs utilisés sont des Christie 2K modifiés. Depuis 2016, un remplacement a lieu dans tous les sites avec les nouveaux projecteurs de la société canadienne IMAX (marque Barco ou autre ; 4k : 8 millions de pixels environ soit une résolution de 4 096×2 160 pixels) fonctionnant au laser (fin des lampes au xénon classique), le nouveau système sonore à 12.1 canaux et de nouvelles toiles d'écrans spécifiques ; les projections 3D sont possibles évidemment.

### En haute définition
D'autres améliorations du système comprennent une projection plus rapide, à 48 images différentes par seconde, connue sous le nom de HD IMAX. Ce système a été testé en 1992 au Canada, dans le Pavillon de l'Exposition universelle de 1992, avec le film Momentum (en). Mais il fut jugé trop coûteux et finalement abandonné.
Le parc d'attractions à thème Europa-Park en Allemagne a utilisé ce système jusqu'au milieu des années 1990, et l'attraction Soarin' Over California, originellement construite pour le parc Disney California Adventure (puis Epcot), propose un système mêlant HD IMAX et IMAX Dome.
Un autre procédé nommé SHOWSCAN à 48 ou 60 images différentes par seconde en 70 mm a été utilisé sur certaines scènes à effets spéciaux de films et certaines attractions visuelles (comme au Futuroscope), mais est tombé depuis dans l'oubli. Il est possible que le procédé fasse son grand retour d'ici peu avec la 3D qui nécessite plus d'images par seconde qu'en 2D pour un bon résultat.

## Salles IMAX

### Allemagne
- Berlin : Sony-Center du groupe Cinéstar situé sur la Potsdamer Platz
- Brême : CinemaxX (3D)
- Karlsruhe : Filmpalast am ZKM (3D)
- Leonberg: Traumplast Leonberg du groupe Lochmann Filmtheaterbetriebe (il s'agit du plus grand écran IMAX au monde: 38 × 22 mètres)
- Rust (Bade-Wurtemberg) : Parc à thèmes Europa-Park (3D) Attraction située dans le quartier français et connue sous le nom Magic Cinema 4D
- Sinsheim : Musée automobile et technologique de Sinsheim (3D)
- Spire : Musée des techniques de Spire (Dôme)

### Australie
- Melbourne : IMAX Melbourne Museum
- Sydney : LG IMAX Sydney "The Ribbon" (le plus grand écran IMAX au monde, de 1996 à septembre 2016, année de sa démolition: 35.73 × 29,42 mètres)

### Autriche
- Vienne : Cineplexx IMAX Apollo[15]
- Vienne : Cineplexx IMAX Donau Plex[15]
- Salzbourg : Cineplexx IMAX Salzburg City[15]
- Hohenems : Cineplexx IMAX[15]
- Graz : Cineplexx IMAX[15]
- St. Pölten : Hollywood Megaplex IMAX[16]
- Linz : Hollywood Megaplex IMAX Pasching[17]
- Innsbruck : Cineplexx IMAX Innsbruck[15]

### Belgique
- Kinepolis (Bruxelles). Fermé depuis fin 2005, il est rouvert le 14 décembre 2016 pour la sortie de Rogue One : A Star Wars Story[18] avec un nouveau système de double projecteurs 4k laser et un son de 12.1 canaux. Il possède un écran de 27,6 × 19,3 m (532 m2) 400 places[19].
- Kinepolis Liège
- Kinepolis Anvers[20]
- Pathé Belgique (Charleroi)[21].

### Canada
Toronto (Ontario)

#### Alberta
- Edmonton :
  - Telus World of Science (2D)
  - Scotiabank Edmonton (3D)
- Calgary :
  - Empire Studio 16 Country Hills (3D)
  - Scotiabank Chinook (3D)

#### Colombie-Britannique
- Langley : Colossus Langley
- Richmond : SilverCity Riverport (3D)
- Vancouver : Science World at Telus World of Science (Dôme)
- Victoria :
  - National Geographic IMAX, Royal BC Museum (2D)
  - SilverCity Victoria Cinemas (3D)

#### Manitoba
- Winnipeg :
  - Portage Place (3D)
  - SilverCity Polo Park Cinemas (3D)

#### Nouvelle-Écosse
- Halifax : Empire 18 Cinemas (3D)

#### Ontario
- Ancaster : SilverCity Ancaster Cinemas (3D)
- Kanata : AMC Kanata 24 (3D)
- Kitchener : Empire Theatres Kitchener (3D)
- Kingston : Landmark Cinemas
- London : SilverCity London Cinemas
- Mississauga :
  - AMC Courtney Park 16 (3D)
  - Coliseum Mississauga (3D)
- Niagara Falls (2D)
- Ottawa : SilverCity Gloucester (3D)
- Sudbury : La Salle IMAX, Science North (3D)
- Toronto :
  - Cinésphère
  - Shoppers Drug Mart OMNIMAX, Ontario Science Centre (Dôme)
  - AMC Yonge & Dundas 24 (3D)
  - Scotiabank Toronto (3D)
- Whitby : Landmark Cinemas 24 Whitby (3D)
- Windsor : SilverCity Windsor Cinemas (3D)
- Woodbridge : Colossus Vaughan (3D)

#### Québec
- Gatineau : Musée canadien de l'histoire (3D)
- Laval : Mega-Plex Pont-Viau 16 & IMAX
- Longueuil : Mega-Plex Taschereau 18 & IMAX
- Montréal : Centre des sciences de Montréal
  - Telus Montreal Science Centre (3D)
  - Cinema Banque Scotia Montreal (3D)
  - AMC Forum 22 (3D)
  - Mega-Plex Marché Central 18 (3D)
- Québec : Les Galeries de la Capitale (3D) (le plus grand au Canada)
- Terrebonne : Mega-Plex Terrebonne 14 & IMAX

#### Terre-Neuve-et-Labrador
- Saint-Jean de Terre-Neuve : Empire Studio 12

#### Saskatchewan
- Regina : Saskatchewan Science Centre (3D)

### Chine
La Chine compte 500 écrans IMAX jusqu'au 20 novembre 2017.
- Harbin : Tai Lai Cinema, Salle 06, IMAX Laser (3D), le plus grand écran IMAX en Asie. (L: 28,65 m, H : 21,30 m, 539 places)[23]

### Croatie
- Zagreb : Cin' du centre commercial Arena

### Bulgarie
- Mtel Imax Theatre à Sofia

### Espagne
- Barakaldo : IMAX Yelmo, Cineplex Megapark (3D)
- Barcelone : Port Vell (3D)
- Leganés : Cinesa Parquesur (3D)
- Madrid : IMAX Madrid (3D)
- Malaga : IMAX Yelmo, Plaza Mayor (3D)
- Oviedo : IMAX Yelmo Cineplex, Los Prados Shopping Mall (3D)
- Palma de Majorque : Cinesa Festival Park (3D)
- Valence : L'Hemisferic, Cuidad de las Artes y las Ciencias (Dôme)

### Portugal
- Lisbonne : Cinemas NOS Colombo (3D)
- Porto : Cinemas NOS Mar Shopping (3D)

### France
| Cinéma                                             | Lieu                                               | Année d'ouverture |
| -------------------------------------------------- | -------------------------------------------------- | --- |
| Pathé Odysseum (ex-Gaumont Montpellier Multiplexe) | Montpellier (Hérault)                              | 1998 (mais c'est en 2016 que le cinéma se dote de projecteurs numériques IMAX). C'est la plus ancienne salle IMAX au sein d'un cinéma multiplexe de France et la seule du pays (pour un cinéma indépendant ou un groupe d'exploitation de cinéma) qui dispose d'un écran au format 1.43 |
| Gaumont Disney Village                             | Marne-la-Vallée (Seine-et-Marne)                   | 2005 |
| Pathé Quai d'Ivry                                  | Ivry-sur-Seine (Val-de-Marne)                      | 2010 |
| Pathé Grand-Quevilly                               | Le Grand-Quevilly (Seine-Maritime)                 | 2010 |
| Pathé Carré de Soie                                | Lyon / Vaulx-en-Velin (Rhône)                      | 2010 |
| Pathé Labège                                       | Toulouse / Labège (Haute-Garonne)                  | 2010 (mais c'est en 2018 que le cinéma se dote d'une nouvelle salle et de nouveaux projecteurs numériques IMAX). |
| Pathé La Villette                                  | Paris (19ème)                                      | 2016 |
| Pathé La Valette                                   | Toulon / La Valette-du-Var (Var)                   | 2016 |
| Pathé Orléans Saran                                | Orléans / Saran (Loiret)                           | 2017 |
| Pathé Conflans                                     | Conflans-Sainte-Honorine (Yvelines)                | 2017 |
| Pathé Thillois (ex-Gaumont Parc Millésime)         | Reims / Thillois (Marne)                           | 2017 |
| Pathé Archamps                                     | Archamps (Haute-Savoie)                            | 2017 |
| Pathé Plan de Campagne                             | Marseille / Les Pennes-Mirabeau (Bouches-du-Rhône) | 2018 |
| Pathé Carré Sénart                                 | Lieusaint (Seine-et-Marne)                         | 2018 |
| Pathé Tours                                        | Tours (Indre-et-Loire)                             | 2018 |
| Pathé Aubière (ex-Ciné Dôme)                       | Clermont-Ferrand / Aubière (Puy-de-Dôme)           | 2019 |
| Cineum                                             | Cannes (Alpes-Maritimes)                           | 2021 |
| Megarama Bordeaux                                  | Bordeaux (Gironde)                                 | 2022 |
| Megarama Givors                                    | Givors (Rhône)                                     | 2023 |
| Pathé Grenoble                                     | Grenoble (Isère)                                   | 2023 |
| Kinepolis Nîmes                                    | Nîmes (Gard)                                       | 2023 |
| Pathé Valenciennes                                 | Valenciennes (Nord)                                | 2024 |
| Megarama Multiplexe Boulogne                       | Boulogne-sur-Mer (Pas-de-Calais)                   | 2024 |
| Pathé Lingostière                                  | Nice (Alpes-Maritimes)                             | 2024 |
| Pathé Atlantis                                     | Saint-Herblain (Loire-Atlantique)                  | 2025 |
| Cinéma MAJESTIC Rive Gauche                        | Dole (Jura)                                        | 2025, |
| Kinepolis Lomme                                    | Lille (Nord)                                       | 2025 |
| Megarama Roubaix                                   | Roubaix (Nord)                                     | 2025 |
| Pathé Angers                                       | Angers (Maine-et-Loire)                            | 2025 |

Ces salles 100 % IMAX numérique sont compatibles avec le format IMAX numérique 3D. Pour la plupart, elles ne projetaient encore récemment (années 1993 à 2011) que des films en 35 mm et c'est devant l'engouement du grand public pour ce format et la sortie plus fréquente de longs métrages en IMAX, qu'elles ont donc été adaptées aux normes IMAX. Le succès de ces nouvelles salles IMAX numérique se confirmant, 35 autres sites potentiels en France sont éligibles à cette transformation selon la société IMAX Corporation.
Un second contrat signé avec le groupe Pathé en 2016 permet l'adaptation et la création de plusieurs salles IMAX portant le chiffre à 12 multiplexe (Pathé et Gaumont) équipés d'ici à la mi-2018 pour tous les sites de ce groupe vers les nouveaux projecteurs de la société canadienne IMAX (4k : 8 millions de pixels environ) fonctionnant au laser (fin des lampes au xénon classique), d'un nouveau système sonore à 12.1 canaux et de nouvelles toiles d'écrans spécifiques. Un 3e contrat conclut en juillet 2018 permettra de porter le nombre de salles IMAX laser à 18 en tout pour le groupe Pathé dans ses salles en France (fin de mise à niveau des anciennes salles + nouvelles salles) d'ici à 2023.

#### Autres salles
Il existe également d'autres salles plus anciennes présentant une programmation à thèmes figés, souvent constituée uniquement de courts métrages de démonstration et / ou de documentaires :
- La Géode (Cité des sciences et de l'industrie de la Villette à Paris, 19e arrondissement), inaugurée en avril 1985, cette salle de 400 places ne projetait pratiquement que des documentaires au format OMNIMAX sur un écran hémisphérique géant de 26 mètres de diamètre et de 1 000 m2; elle est reprise dès janvier 2018 par le groupe Pathé et fait l'objet d'une rénovation profonde jusqu'au printemps 2024[45].
- Le Futuroscope (Poitiers) inauguré en 1987, possédait six salles IMAX (dont une avec sièges dynamiques) : KinéMAX (rénovée en avril 2016 avec un équipement en technologie IMAX Laser 3D, des projecteurs 4k et d'un écran de 600 m2, dispositif unique en Europe[46]), OMNIMAX, IMAX Solido, Double IMAX (Tapis Magique) et IMAX Ride Simulator (IMAX 3D Dynamique), chacune ne projetant qu'un seul film ;

Seules subsistent en 2021 le KinéMAX, l'OMNIMAX et l'IMAX 3D Dynamique, les autres salles ayant été remplacées par d'autres attractions.
- L'IMAX 3D (Amnéville, Moselle) ne projette que des documentaires et films particuliers choisis pour la salle ;
- La Cité de l'espace (Toulouse) possède depuis 2005 un cinéma IMAX de 21,50 m de largeur sur 17,50 m de hauteur soit 376,25 m2 reconverti en digital en 2020 [47] qui ne projette que des documentaires sur l'espace en IMAX 3D.
- Le parc de Vulcania (Clermont-Ferrand) situé en Auvergne est équipé d'une salle théâtre IMAX 2D où était installé un projecteur digital à lampe xénon en 2002, ce projecteur a été converti au laser en 2016.
- Le cinéma UGC Ciné Cité La Défense possède un ancien théâtre OMNIMAX inauguré en 1992 dont la projection sous cette forme fut abandonnée en 2000 à la suite des travaux de construction du multiplexe (un écran standard remplace celui d'origine). Néanmoins, la salle actuelle est encore et toujours disposée en gradin pour la projection OMNIMAX créant ainsi des problèmes de vision de l'écran classique sur les côtés par les spectateurs du fait, des caractéristiques particulières citées précédemment.

### Inde
- Chennai – Palazzo IMAX[48]
- Chennai – Luxe IMAX[49]
- Ahmedabad – Gujarat Science City (15/70 mm, 3D)[50]
- Hyderabad – Prasads IMAX (15/70 mm, 3D)[51],[52]
- Mumbai – IMAX BIG Cinemas (15/70 mm, 3D)[53]
- Bangalore – PVR IMAX[54]

### Maroc
- Casablanca : Cinéma Pathé au Californie Mall

### Pays-Bas
- Amsterdam : Pathé Arena (3D)
- La Haye : Omniversum (Dôme), Pathé Spuimarkt (3D)
- Eindhoven : Pathé Eindhoven (3D)
- Rotterdam : Pathé Schouwburgplein (3D)
- Tilbourg : Pathé Tilburg (3D)
- Arnhem : Pathé Arnhem (3D)

### Tchéquie
- Prague : IMAX Flora, Cinema City

### Suisse
- Lucerne : IMAX Theatre, Musée suisse des transports
- Genève : IMAX Pathé Balexert[55]
- Muri bei Bern : IMAX Muri bei Bern[56]
- Ebikon : Pathé Mall of Switzerland
- Spreitenbach : Pathé Spreitenbach

### Thaïlande
- Bangkok : Krungsri IMAX Theatre du centre commercial Siam
- Bangkok : IMAX Theatre du Major Cineplex Ratchayothin
- Bangkok : IMAX Theatre du Quartier Cineart
- Bangkok : IMAX Theatre du Westgate Cineplex
- Bangkok : IMAX Theatre du Major Cineplex central festival Chiang mai
- Bangkok : IMAX Theatre du Icon Cineconic

### Tunisie
- Tunis : Cinéma -IMAX 3D au centre commercial Azur City

### États-Unis
Los Angeles : Chinese Theatre et arc lights cinema
Lancaster, CA : Cinemark 22 & IMAX

### Japon
Osaka : Complexe 109 Cinemas Expocity (taille de l'écran : 18 m de haut sur 26 m de long, soit 468 m2), plus grand écran IMAX du Japon

## Films tournés ou projetés en IMAX
Bien que le procédé IMAX soit impressionnant, les contraintes financières et techniques qu'il impose limitent son utilisation à des documentaires de courte ou moyenne durée. Des caméras IMAX ont ainsi été transportées dans la navette spatiale, au sommet de l'Everest et jusqu'en Antarctique (mais également en tournée avec les Rolling Stones).
En 1992, Ron Fricke réalise Baraka, qui fut le premier film distribué en Blu-ray digital à la suite d'une prise de vue en analogue en 70 mm. En 2011, Ron Fricke sort Samsara, film lui aussi tourné en 70 mm avec la particularité d'avoir été imprimé en 8K à l'aide du scanner BigFoot de Fotokem (en) pour une distribution en salle de 4K. La conversion analogique numérique se termine avec plus de 20 téraoctets (To). Ce processus offre aujourd'hui la plus grande et la plus détaillé des images que l'on peut voir en salle.
Jean-Jacques Annaud réalise en 1996 le premier moyen métrage de fiction utilisant le procédé : Guillaumet, les ailes du courage, qui nécessite le déplacement et l'entretien d'une caméra de 70 kg à plus de 4 000 mètres d'altitude. En 1999, Walt Disney Pictures produit le premier long métrage en IMAX : Fantasia 2000, puis plus tard La Légende de l'étalon noir (2003).
En 2002, huit films IMAX ont été nommés aux Oscars, le court-métrage animé Le Vieil Homme et la Mer ayant remporté un Oscar en 2000.
À l'automne 2002, IMAX et les studios Universal sortent au cinéma une nouvelle version IMAX d'Apollo 13. Cette reprise fut possible grâce à l'utilisation de la nouvelle technologie DMR, un procédé de remasterisation des films à la norme IMAX. D'autres films bénéficièrent de cette technologie : Star Wars, épisode II : L'Attaque des clones (une version raccourcie, à cause de limitations techniques comme la longueur de la pellicule), Matrix Reloaded, et sa suite, Matrix Revolutions, qui fut le premier film à sortir simultanément en salles IMAX et conventionnelles.
Le label de qualité « l'expérience IMAX », autrefois réservé aux films originellement tournés en IMAX, fut alors apposable aux films remasterisé grâce au DMR.
En 2006, Harry Potter et la Coupe de feu est le premier long-métrage à être diffusé au Canada en IMAX DMR. Pour cela, il a fallu acquérir un nouvel équipement qui permet de projeter des films d'une durée de deux heures et demie. Le film a été remasterisé et le son était de 12 000 watts pour cette occasion.
L'année 2008 marque la sortie du premier long métrage grand public partiellement filmé en IMAX : The Dark Knight : Le Chevalier noir. Par la suite, deux autres films ont également fait usage d'une caméra IMAX pour certaines scènes : Transformers 2 : La Revanche (Transformers: Revenge of the Fallen), Mission impossible : Protocole Fantôme et The Dark Knight Rises.
Parce que les films et les projecteurs 70 mm sont coûteux et difficiles à produire en masse, et parce que la taille des auditoriums qui abritent des écrans IMAX pleine grandeur les rend coûteux à construire, IMAX a lancé un système de projection numérique en 2008 à utiliser avec des écrans plus courts au format 1,90:1. Il utilise généralement deux projecteurs à résolution 2K ou 4K qui peuvent présenter du contenu 2D ou 3D en IMAX Digital Format (IDF). Les installations numériques ont suscité une certaine controverse, car de nombreux cinémas ont marqué leurs écrans comme IMAX après avoir simplement modernisé des auditoriums standard avec des projecteurs numériques IMAX. Les tailles d'écran de ces auditoriums sont beaucoup plus petites que celles des auditoriums spécialement conçus pour le format IMAX 15/70 original et sont limitées au rapport hauteur/largeur de 1,90: 1. Un autre inconvénient est la résolution beaucoup plus faible de l'IMAX numérique par rapport à l'IMAX argentique. La technologie a une résolution perçue maximale de 2,9K, par rapport à la projection IMAX 70 mm traditionnelle, qui a une résolution estimée de 12K. De nombreux cinémas non IMAX projettent des films à résolution 4K par le biais de marques concurrentes telles que Dolby Cinema et UltraAVX.
IMAX a conservé une image de marque uniforme de « l'expérience IMAX » à travers diverses technologies sous-jacentes et tailles d'écran. Certains ont critiqué l'approche marketing de l'entreprise, le format étant rebaptisé « Lie-MAX ». La société a défendu le format en affirmant qu'il avait un écran plus grand, une image plus lumineuse et un meilleur son que les salles de cinéma standard. Malgré les différences de l'IMAX numérique, ce format rentable a contribué à la croissance mondiale de l'entreprise, en particulier en Russie et en Chine.
Aujourd'hui les films tournés en IMAX imposent toujours des coûts et des contraintes techniques rebutantes, ce qui explique que la plupart des films projetés dans les salles IMAX grand public ne soient que des longs métrages remastérises en IMAX DMR. Avec l'arrivée du système de projection IMAX NUMÉRIQUE, les films IMAX et IMAX DMR vont se multiplier.
À noter que l'IMAX est bien visible à l'écran quand le film n'est pas totalement en IMAX, car dans The Dark Knight Rises par exemple, de Christopher Nolan lorsqu'une scène passe en IMAX l'écran semble s'élargir et la profondeur de champ est plus importante.
Les films Under the Sea (2009), Arabia (2010) sont en format IMAX, tout comme certaines scènes de Gravity (octobre 2013), de Star Trek Into Darkness (2013), de Capitaine Phillips (novembre 2013), de Hunger Games : L'Embrasement (novembre 2013) et de Mission impossible : Rogue Nation (2015).
En 2015, Marvel Studios annoncent que les films Avengers: Infinity War (2018) et Avengers: Endgame (2019) seront les premiers films à être tournés entièrement en IMAX Digital.
Le film de Christopher Nolan, Dunkerque, est partiellement tourné en IMAX 70/15 dans la ville du même nom et est sorti en juillet 2017.
Mourir peut attendre (2021) dernier James Bond avec l’acteur Daniel Craig innove sur le plan technique. En effet, il est le premier film de la saga à avoir utilisé cette technologie.
Le film Dune de Denis Villeneuve a été tourné en IMAX et a eu sa première mondiale en format IMAX dans le cadre du Festival International du Film de Toronto (TIFF) le 11 septembre 2021.

### Films sortis en IMAX
Liste non exhaustive ː 
| date              | film                                               | durée                 | genre                   |
| ----------------- | -------------------------------------------------- | --------------------- | ----------------------- |
| 15 mars 1970      | Tiger Child                                        | 17 min                | Documentaire            |
| 1er janvier 1971  | North of Superior                                  | 21 min                | Documentaire            |
| 1er janvier 1973  | Volcano                                            | 7 min                 | Documentaire            |
| 1er janvier 1973  | Standing Up Country                                | 22 min                | Documentaire            |
| 1er janvier 1973  | Catch the sun                                      | 22 min                | Documentaire            |
| 1er janvier 1974  | Cosmos                                             | 33 min                | Documentaire            |
| 1er janvier 1974  | Snow Job                                           | 17 min                | Documentaire            |
| 1er janvier 1974  | Man belongs to Earth                               | 23 min                | Documentaire            |
| 1er janvier 1974  | Circus Wolrd                                       | 25 min                | Documentaire            |
| 1er janvier 1975  | Viva Baja                                          | 11 min                | Documentaire            |
| 1er janvier 1975  | Energy                                             | 24 min                | Documentaire            |
| 1er janvier 1975  | Voyage to the outer planets                        | 10 min                | Documentaire            |
| 1er janvier 1976  | To fly                                             | 34 min                | Documentaire            |
| 1er janvier 1976  | Ontario: Summertide                                | 21 min                | Documentaire            |
| 1er janvier 1977  | Ocean                                              | 25 min                | Documentaire            |
| 1er janvier 1977  | Silent Sky                                         | 18 min                | Documentaire            |
| 1er janvier 1978  | Alfa 78                                            | 26 min                | Documentaire            |
| 1er janvier 1979  | Living plamet                                      | 30 min                | Documentaire            |
| 1er janvier 1980  | Atmos (Storm)                                      | 27 min                | Documentaire            |
| 1er janvier 1980  | The Eruption of Mount St. Helens                   | 20 min                | Documentaire            |
| 1er janvier 1981  | An American Adventure                              | 25 min                | Documentaire            |
| 1er janvier 1981  | My Strange Uncle                                   | 32 min                | Documentaire            |
| 1er janvier 1981  | World Coaster                                      | 20 min                | Documentaire            |
| 1er janvier 1982  | Flyers                                             | 33 min                | Documentaire            |
| 1er janvier 1982  | Tomorrow in Space                                  | 33 min                | Documentaire            |
| 1er octobre 1982  | Hail Columbia!                                     | 36 min                | Documentaire            |
| 1er janvier 1983  | El Pueblo Del Sol/People Of The Sun                | 25 min                | Documentaire            |
| 1er janvier 1983  | Behold Hawaii                                      | 39 min                | Documentaire            |
| 1er janvier 1984  | Speed                                              | 33 min                | Documentaire            |
| 1er janvier 1984  | Dance of life                                      | 34 min                | Documentaire            |
| 1er janvier 1984  | Faces of Japan                                     | 30 min                | Documentaire            |
| 1er janvier 1984  | Journey of discovery                               | 21 min                | Documentaire            |
| 1er janvier 1984  | River journey                                      | 15 min                | Documentaire            |
| 1er janvier 1985  | The dream is alive                                 | 37 min                | Documentaire            |
| 1er janvier 1985  | Grand Canyon: The Hidden Secrets                   | 36 min                | Documentaire            |
| 1er janvier 1985  | We Are Born of Stars                               | 11 min                | Documentaire            |
| 1er janvier 1985  | Skyward                                            | 24 min                | Documentaire            |
| 1er janvier 1985  | Water and Man                                      | 37 min                | Documentaire            |
| 1er janvier 1985  | Chronos                                            | 42 min                | Documentaire            |
| 1er janvier 1985  | A Freedom To Move                                  | 23 min                | Documentaire            |
| 1er janvier 1986  | Dance Of The East                                  | 40 min                | Documentaire            |
| 1er janvier 1986  | Sacred site                                        | 7 min                 | Documentaire            |
| 1er janvier 1986  | Transitions                                        | 21 min                | Documentaire            |
| 1er janvier 1986  | On the wing                                        | 33 min                | Documentaire            |
| 1er janvier 1986  | Picture Holland                                    | 15 min                | Documentaire            |
| 1er janvier 1987  | Primiti Too Taa                                    | 3 min                 | Documentaire            |
| 1er janvier 1987  | Island Child                                       | 30 min                | Documentaire            |
| 1er janvier 1987  | Heart Land                                         | 37 min                | Documentaire            |
| 1er janvier 1987  | Seasons                                            | 32 min                | Documentaire            |
| 1er janvier 1987  | Weaving Ants                                       | 12 min                | Documentaire            |
| 1er janvier 1988  | Time Concerto                                      | 12 min                | Documentaire            |
| 1er janvier 1988  | Alamo: The Price Of Freedom                        | 42 min                | Documentaire            |
| 1er janvier 1988  | Beavers                                            | 30 min                | Documentaire            |
| 1er janvier 1988  | Philadelphia Anthem                                | 7 min                 | Documentaire            |
| 1er janvier 1988  | The Deepest Garden                                 | 38 min                | Documentaire            |
| 1er janvier 1989  | The First Emperor of China                         | 40 min                | Documentaire            |
| 1er janvier 1989  | Hydro                                              | 6 min                 | Documentaire            |
| 1er janvier 1989  | I Write In Space                                   | 42 min                | Documentaire            |
| 1er janvier 1989  | Sea Fantasy                                        | 17 min                | Documentaire            |
| 1er janvier 1989  | Only The Earth                                     | 17 min                | Documentaire            |
| 1er janvier 1989  | From A Little World                                | 30 min                | Documentaire            |
| 1er janvier 1989  | Race The Wind                                      | 39 min                | Documentaire            |
| 1er janvier 1989  | To the Limit                                       | 35 min                | Documentaire            |
| 1er janvier 1990  | Homeland                                           | 21 min                | Documentaire            |
| 1er janvier 1990  | Flying Raft                                        | 20 min                | Documentaire            |
| 1er janvier 1990  | Echoes Of The Sun                                  | 20 min                | Documentaire            |
| 1er janvier 1990  | Creatures Of The Seasons                           | 22 min                | Documentaire            |
| 1er avril 1990    | The Last Buffalo                                   | 27 min                | Documentaire            |
| 10 octobre 1990   | Blue Planet (en)                                   | 42 min                | Documentaire            |
| 1er janvier 1991  | Light & Life                                       | 35 min                | Documentaire            |
| 1er janvier 1991  | Switzerland                                        | 35 min                | Documentaire            |
| 1er janvier 1991  | Polynesian Odyssey                                 | 42 min                | Documentaire            |
| 1er janvier 1991  | Indonesia Indah III                                | 35 min                | Documentaire            |
| 1er janvier 1991  | Praying Mantis                                     |                       | Documentaire            |
| 19 janvier 1991   | Ring of Fire                                       | 38 min                | Documentaire            |
| 1er octobre 1991  | Rolling Stones: At The MAX                         | 79 min                | Documentaire            |
| 1er janvier 1992  | Top Chrono                                         | 3 min                 | Documentaire            |
| 1er janvier 1992  | To Be An Astronaut                                 | 23 min                | Documentaire            |
| 1er janvier 1992  | Taiwan                                             | 28 min                | Documentaire            |
| 1er janvier 1992  | Search for the Great Sharks                        | 40 min                | Documentaire            |
| 1er janvier 1992  | Flight Of The Aquanaut                             | 35 min                | Documentaire            |
| 1er janvier 1992  | Momentum                                           | 19 min                | Documentaire            |
| 1er janvier 1992  | Hidden Hawaii                                      | 34 min                | Documentaire            |
| 1er février 1992  | Tropical Rainforest                                | 39 min                | Documentaire            |
| 26 mars 1992      | Mountain Gorilla                                   | 40 min                | Documentaire            |
| 15 septembre 1992 | Baraka                                             | 96 min                | Documentaire            |
| 2 octobre 1992    | Fires Of Kuwait                                    | 36 min                | Documentaire            |
| 1er janvier 1993  | Yampa: The Untamed River                           | 6 min                 | Documentaire            |
| 1er janvier 1993  | Welcome to the MAX                                 | 12 min                | Documentaire            |
| 1er janvier 1993  | The Discoverers                                    | 40 min                | Documentaire            |
| 1er janvier 1993  | Imagine                                            | 22 min                | Documentaire            |
| 21 avril 1995     | Guillaumet, les ailes du courage                   | 40 min (50min France) | Film d'aventure         |
| 1er mai 1998      | Africa's Elephant Kingdom                          | 40 min                | Documentaire            |
| 1er mai 1998      | Mark Twain's America                               | 40 min                | Documentaire            |
| 6 mars 1998       | Everest                                            | 44 min                | Documentaire            |
| 23 octobre 1998   | T-REX: Back to the Cretaceous                      | 40 min                | Documentaire            |
| 5 avril 1999      | Spirit of the Silicon Valley                       | 5 min                 | Documentaire            |
| 23 avril 1999     | Island Of The Sharks                               | 40 min                | Documentaire            |
| 18 juin 1999      | Le vieil homme et la mer                           | 20 min                | Dessin animé            |
| 3 juillet 1999    | Maximum Velocity: The French Precision Flying Team | 6 min                 | Documentaire            |
| 17 août 1999      | Alien Adventure                                    | 37 min                | Dessin animé            |
| 19 août 1999      | Sydney: A Story of A City                          | 45 min                | Documentaire            |
| 24 août 1999      | Chang Jiang, The Great River Of China              | 40 min                | Documentaire            |
| 22 septembre 1999 | Siegfried & Roy: The Magic Box                     | 47 min                | Documentaire            |
| 15 octobre 1999   | Amazing Journeys-IMAX                              | 40 min                | Documentaire            |
| 27 octobre 1999   | Galapagos                                          | 40 min                | Documentaire            |
| 24 décembre 1999  | Cirque Du Soleil: Journey Of Man                   | 38 min                | Documentaire            |
| 31 décembre 1999  | Fantasia 2000                                      | 80 min                | Dessin animé            |
| 17 février 2000   | Ultimate G's Zac's Flying Dream                    | 37 min                | Documentaire            |
| 12 octobre 2000   | Ski To The Max                                     | 42 min                | Documentaire            |
| 23 février 2001   | Haunted Castle                                     | 40 min                | Dessin animé            |
| 20 septembre 2002 | Apollo 13                                          | 120 min               | Film catastrophe        |
| 27 octobre 2002   | Santa vs The Snowman                               | 30 min                | Dessin animé            |
| 1er novembre 2002 | Star Wars, épisode II : L'Attaque des clones       | 120 min               | Film science-fiction    |
| 27 novembre 2002  | La Planète au trésor : Un nouvel univers           | 95 min                | Dessin animé            |
| 11 avril 2003     | Les Fantômes du Titanic                            | 60 min                | Documentaire            |
| 3 mai 2003        | Texas: The Big Picture                             | 40 min                | Documentaire            |
| 14 mai 2003       | Where the Trains Used to Go                        | 4 min                 | Documentaire            |
| 15 mai 2003       | Falling In Love Again                              | 3 min                 | Dessin animé            |
| 15 mai 2003       | Matrix Reloaded                                    | 134 min               | Film science-fiction    |
| 24 octobre 2003   | Misadventures                                      | 40 min                | Dessin animé            |
| 5 novembre 2003   | Matrix Revolutions                                 | 125 min               | Film science-fiction    |
| 6 décembre 2003   | Roar: Lions Of The Kalahari                        | 40 min                | Documentaire            |
| 25 décembre 2003  | La Légende de l'étalon noir                        | 48 min                | Film d'aventure         |
| 4 juillet 2004    | Harry Potter et le prisonnier d'Azkaban            | 141 min               | Film fantastique        |
| 23 juillet 2004   | Spider-Man 2                                       | 127 min               | Film fantastique        |
| 2 décembre 2004   | Fighter Pilot: Operation Red Flag                  | 40 min                | Documentaire            |
| 18 février 2005   | Mystery of the Nile                                | 45 min                | Documentaire            |
| 11 mars 2005      | Robots                                             | 91 min                | Dessin animé            |
| 15 juillet 2005   | Batman begins                                      | 134 min               | Film fantastique        |
| 15 juillet 2005   | Charlie et la chocolaterie                         | 115 min               | Film fantastique        |
| 23 septembre 2005 | Magnificent Desolation: Walking on the Moon        | 40 min                | Documentaire            |
| 18 novembre 2005  | Harry Potter et la coupe de feu                    | 150 min               | Film fantastique        |
| 27 janvier 2006   | Roving Mars                                        | 40 min                | Documentaire            |
| 17 février 2006   | Greece: Secrets of the Past                        | 40 min                | Documentaire            |
| 17 mars 2006      | V pour Vendetta                                    | 132 min               | Film science-fiction    |
| 12 mai 2006       | Poséidon                                           | 99 min                | Film catastrophe        |
| 2 juin 2006       | Ride Around The World                              | 44 min                | Documentaire            |
| 28 juillet 2006   | Lucas, fourmi malgré lui                           | 88 min                | Dessin animé            |
| 29 septembre 2006 | Les Rebelles de la forêt                           | 86 min                | Dessin animé            |
| 17 novembre 2006  | Happy Feet                                         | 108 min               | Dessin animé            |
| 22 décembre 2006  | Hurricane On The Bayou                             | 40 min                | Documentaire            |
| 22 décembre 2006  | La Nuit au musée                                   | 108 min               | Film fantastique        |
| 9 mars 2007       | 300                                                | 117 min               | Film d'action           |
| 16 mars 2007      | The Alps                                           | 45 min                | Documentaire            |
| 4 mai 2007        | Spider-Man 3                                       | 140 min               | Film fantastique        |
| 11 juillet 2007   | Harry Potter et l'Ordre du Phénix                  | 138 min               | Film fantastique        |
| 21 septembre 2007 | Transformers                                       | 144 min               | Film science-fiction    |
| 5 octobre 2007    | Sea Monsters: A Prehistoric Adventure              | 45 min                | Documentaire            |
| 16 novembre 2007  | La légende de Beowulf                              | 113 min               | Film fantastique        |
| 4 décembre 2007   | Je suis une légende                                | 101 min               | Film science-fiction    |
| 2 mai 2008        | Iron Man                                           | 126 min               | Film science-fiction    |
| 9 mai 2008        | Speed Racer                                        | 129 min               | Film science-fiction    |
| 6 juin 2008       | Kung Fu Panda                                      | 88 min                | Dessin animé            |
| 24 juin 2008      | Les Chroniques de Spiderwick                       | 97 min                | Film fantastique        |
| 28 juin 2008      | Superman returns                                   | 154 min               | Film fantastique        |
| 13 juin 2008      | L'Incroyable Hulk                                  | 112 min               | Film science-fiction    |
| 18 juillet 2008   | The Dark Knight : Le Chevalier noir                | 142 min               | Film science-fiction    |
| 26 septembre 2008 | L'Œil du mal                                       | 118 min               | Film d'action           |
| 7 novembre 2008   | Madagascar 2                                       | 89 min                | Dessin animé            |
| 7 janvier 2009    | Journey to Mecca: In the Footsteps of Ibn Battuta  | 40 min                | Documentaire            |
| 13 février 2009   | Under the sea                                      | 40 min                | Documentaire            |
| 6 mars 2009       | Watchmen : Les Gardiens                            | 162 min               | Film science-fiction    |
| 27 mars 2009      | Monstres contre Aliens                             | 94 min                | Dessin animé            |
| 22 mai 2009       | La Nuit au musée 2                                 | 136 min               | Film fantastique        |
| 24 juin 2009      | Transformers 2 : La Revanche                       | 151 min               | Film science-fiction    |
| 15 juillet 2009   | Harry Potter et le Prince de sang-mêlé             | 155 min               | Film fantastique        |
| 5 août 2009       | Star Trek                                          | 128 min               | Film science-fiction    |
| 18 septembre 2009 | Tempête de boulettes géantes                       | 91 min                | Dessin animé            |
| 16 octobre 2009   | Max et les Maximonstres                            | 102 min               | Film fantastique        |
| 27 octobre 2009   | Michael Jackson's This Is It                       | 112 min               | Documentaire            |
| 30 novembre 2009  | Le Drôle de Noël de Scrooge                        | 97 min                | Dessin animé            |
| 12 février 2010   | Arabia                                             | 40 min                | Documentaire            |
| 5 mars 2010       | Alice au pays des merveilles                       | 110 min               | Film fantastique        |
| 7 mai 2010        | Iron Man 2                                         | 125 min               | Film science-fiction    |
| 21 mai 2010       | Shrek 4 : Il était une fin                         | 94 min                | Dessin animé            |
| 28 mai 2010       | Prince of Persia : Les Sables du Temps             | 117 min               | Film fantastique        |
| 18 juin 2010      | Toy Story 3                                        | 109 min               | Dessin animé            |
| 30 juin 2010      | Twilight, chapitre III : Hésitation                | 125 min               | Film fantastique        |
| 16 juillet 2010   | Inception                                          | 148 min               | Film science-fiction    |
| 23 juillet 2010   | Tremblement de terre à Tangshan                    | 137 min               | film catastrophe        |
| 6 août 2010       | The Wildest Dream: Conquest of Everest             | 94 min                | Documentaire            |
| 27 août 2010      | Avatar spécial édition                             | 170 min               | Film science-fiction    |
| 10 septembre 2010 | Resident Evil: Afterlife                           | 96 min                | Film d'action           |
| 24 septembre 2010 | Le Royaume de Ga'hoole                             | 92 min                | Dessin animé            |
| 20 octobre 2010   | Paranormal Activity 2                              | 92 min                | Film horreur            |
| 5 novembre 2010   | Megamind                                           | 96 min                | Dessin animé            |
| 19 novembre 2010  | Harry Potter et les Reliques de la Mort, partie 1  | 146 min               | Film fantastique        |
| 17 décembre 2010  | Tron: l'héritage                                   | 127 min               | Film science-fiction    |
| 4 août 2011       | Secteur 7                                          | 107 min               | Film horreur            |
| 9 août 2011       | Cowboys et Envahisseurs                            | 119 min               | Film science-fiction    |
| 12 août 2011      | Destination finale 5                               | 93 min                | Film fantastique        |
| 9 septembre 2011  | Contagion                                          | 105 min               | Film catastrophe        |
| 30 septembre 2011 | Rocky Mountain Express                             | 40 min                | Documentaire            |
| 7 octobre 2011    | Real Steel                                         | 128 min               | Film science-fiction    |
| 7 octobre 2011    | Flying Monsters                                    | 40 min                | Documentaire            |
| 28 octobre 2011   | Le Chat potté                                      | 90 min                | Dessin animé            |
| 18 novembre 2011  | Happy Feet 2                                       | 104 min               | Dessin animé            |
| 15 décembre 2011  | Mission impossible : Protocole Fantôme             | 132 min               | Film d'action           |
| 16 décembre 2011  | Dragon Gate, la légende des sabres volants         | 123 min               | Film d'action           |
| 21 décembre 2011  | Les Aventures de Tintin : Le Secret de La Licorne  | 108 min               | Dessin animé            |
| 19 octobre 2012   | Paranormal Activity 4                              | 88 min                | Film horreur            |
| 25 octobre 2012   | Tai Chi Hero                                       | 103 min               | Film d'action           |
| 26 octobre 2012   | Cloud Atlas                                        | 172 min               | Film science-fiction    |
| 9 novembre 2012   | Cirque du Soleil: Worlds Away                      | 92 min                | Documentaire            |
| 16 novembre 2012  | Skyfall                                            | 145 min               | Film d'action           |
| 16 novembre 2012  | Twilight, chapitre IV : Révélation, 1re partie     | 116 min               | Film fantastique        |
| 21 novembre 2012  | L'Odyssée de Pi                                    | 128 min               | Film d'aventure         |
| 21 novembre 2012  | Les Cinq Légendes                                  | 98 min                | Dessin animé            |
| 30 novembre 2012  | Back to 1942                                       | 147 min               | Drame historique        |
| 14 décembre 2012  | Le Hobbit : Un voyage inattendu                    | 170 min               | Film fantastique        |
| 20 décembre 2012  | Chinese Zodiac                                     | 124 min               | Film d'action           |
| 25 décembre 2012  | Les Misérables                                     | 160 min               | Comédie musicale        |
| 8 février 2013    | Top Gun                                            | 110 min               | Film d'action           |
| 4 octobre 2013    | Gravity                                            | 91 min                | Film catastrophe        |
| 1er décembre 2013 | Dhoom 3                                            | 172 min               | Film d'action           |
| 13 décembre 2013  | Le Hobbit : La Désolation de Smaug                 | 186 min               | Film fantastique        |
| 24 décembre 2013  | Police Story                                       | 96 min                | Film d'action           |
| [...]             |                                                    |                       |                         |
| 19 juillet 2023   | Oppenheimer                                        | 180 min               | Film biographique       |
| 28 février 2024   | Dune: Part Two                                     | 166 min               | Film de science-fiction |